# Karla Wursterová
Karla Wursterová (* 7. ledna 1975, Želiezovce) je slovenská diplomatka, od roku 2021 velvyslankyně Slovenska v Itálii, na Maltě a v San Marinu.

## Život
Karla Wursterová absolvovala Fakultu podnikového managementu Vysoké školy ekonomické v roce 1998. V roce 2003 absolvovala Ecole Nationale d'Administration v Paříži.
V letech 1998–2002 pracovala na Úřadu místopředsedy vlády Slovenské republiky. V letech 2003–2005 pracovala v kanceláři státního tajemníka na Ministerstvu zahraničních věcí a evropských záležitostí. V letech 2008–2009 působila jako druhá tajemnice na velvyslanectví v Praze. Poté do roku 2012 vedla odbor rozvojové spolupráce a humanitární pomoci na ministerstvu zahraničních věcí. V letech 2012–2015 působila jako výkonná ředitelka Mezinárodního visegrádského fondu. V letech 2015–2017 pracovala na Stálém zastoupení Slovenské republiky při Evropské unii v Bruselu. V roce 2017 byla krátce ředitelkou odboru evropských politik. V letech 2017–2021 zastávala funkci generální ředitelky sekce mezinárodních organizací, rozvojové spolupráce a humanitární pomoci na Ministerstvu zahraničních věcí.

### Velvyslankyně v Itálii
Prezidentka Zuzana Čaputová ji 13. dubna 2021 jmenovala velvyslankyní v Itálii, na Maltě a v San Marinu.